# ウェストチェスター・ニックス
ウェストチェスター・ニックス（Westchester Knicks）は、NBA Gリーグに加盟しているプロバスケットボールチーム。本拠地はアメリカ合衆国ニューヨーク州ホワイト・プレインズ。

## 歴史
2014年、リーグの拡張に伴い参入が決定した。2019年には、かつてニューヨーク・ニックスで活躍したアラン・ヒューストンがGMに就任した。

## 歴代所属選手
- ラングストン・ギャロウェイ
- タナシス・アデトクンボ
- トレイ・バーク
- アイゼイア・ヒックス
- ステファン・ジマーマン
- チュマ・オキキ
- T.J.・ウォーレン
- デュアン・ワシントン・ジュニア
- アイザイア・ロビー
- モーリス・ンドゥール
- スカル・ラビシエ